# Tourismus in Griechenland

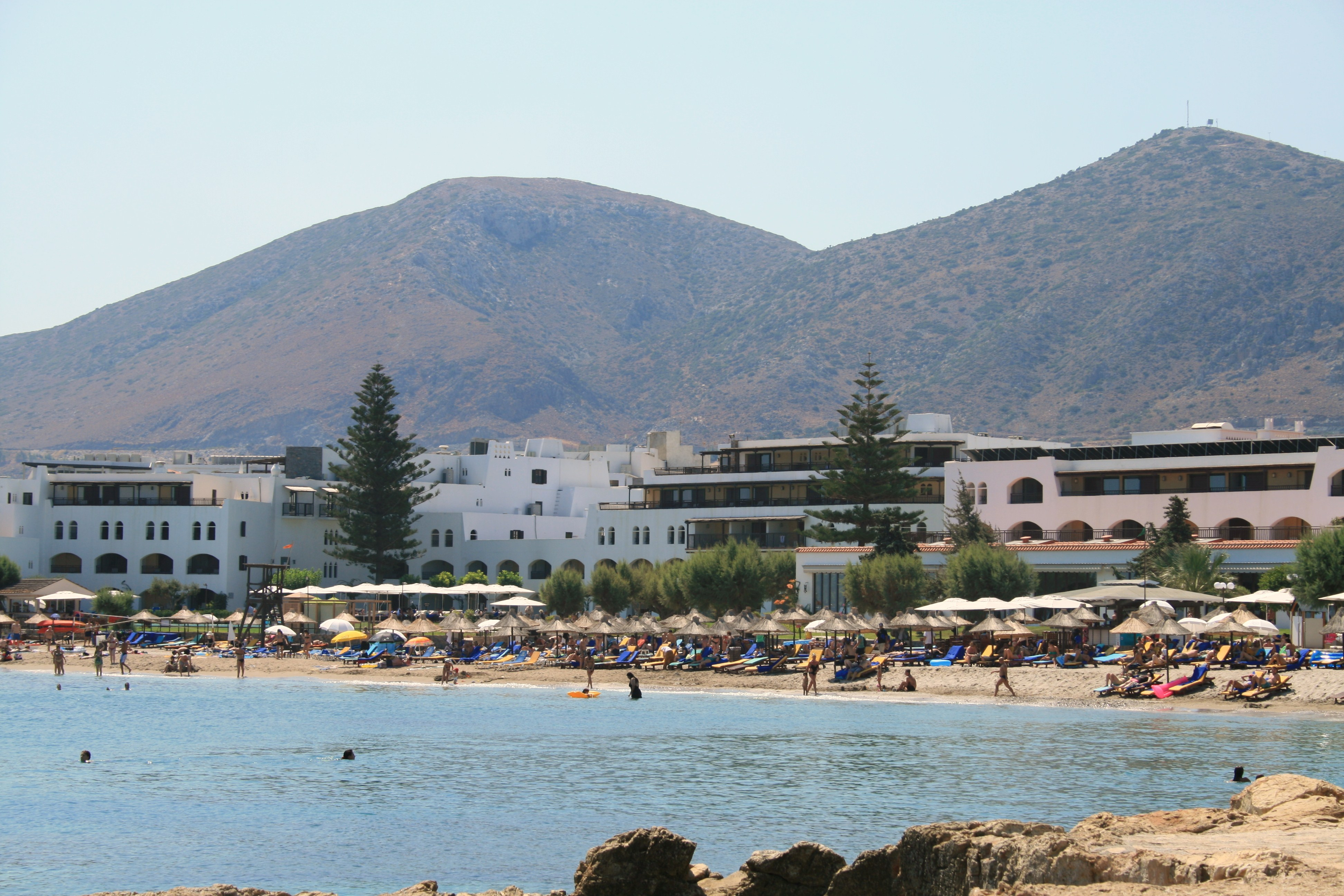
Für Badeurlauber stehen viele Destinationen zur Auswahl – hier: Hotelanlagen auf Kreta

Der Tourismus in Griechenland ist ein bedeutender Wirtschaftszweig: Die Tourismusbranche trägt rund 20 % zum Bruttoinlandsprodukt bei und generiert rund € 35 Milliarden ans BIP pro Jahr. 31 Millionen Gäste (ohne die Reisenden von Kreuzschifffahrten) besuchten 2020 das Land. 2019 arbeiteten 21,7 % der Beschäftigten Griechenlands in der Tourismusbranche, was 946.200 Personen entspricht.

## Urlaubsarten und meistbesuchte Reiseziele

### Bade- und Sporturlaub
Das Land ist nicht zuletzt aufgrund seiner 3.054 Inseln (inklusive Eilande, Felseninseln, Felsen und Riffe) sehr küstenreich. Die meisten der Besucher sind Badeurlauber in den Sommermonaten. Dank der Tatsache, dass auch die kleineren Inseln per Flugzeug erreichbar sind, reist die Mehrzahl der ausländischen Gäste mit dem Flugzeug an, sei es nonstop zum Zielflughafen, sei es via Athen mit Olympic Air oder Aegean Airlines.
Griechenland gilt auch als beliebtes Reiseziel von Seglern, denen 14.000 km lange Küsten und über 1.000 individuelle Inseln ideale Konditionen für ihre Sportart bietet. Dabei gelten die Ägäis und das Ionische Meer als anspruchsvolle Segelreviere, da fast immer teilweise starke Winde wehen. Felsen auf Inseln oder im Gebirge bieten Kletterern die Möglichkeit zum Freiklettern und Bouldern. Gebirge wie der Olymp oder Pilio, die kretische Samaria-Schlucht und die Vikos-Schlucht sind beliebte Ziele für Wanderer.

### Kultururlaub

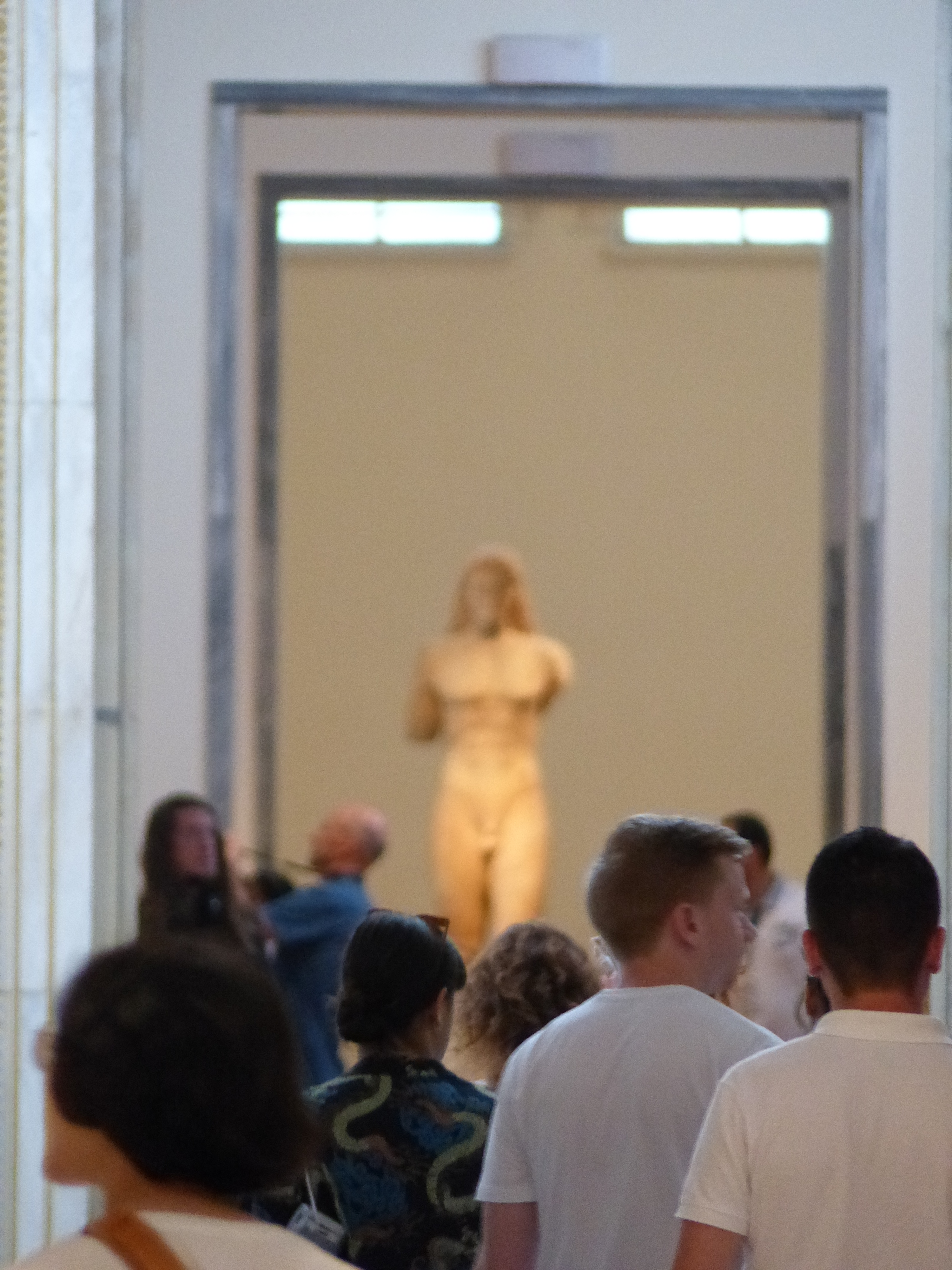
Das historische Erbe Griechenlands zieht viele Touristen an – hier Besucher im Archäologischen Nationalmuseum von Athen beim Kroisos-Kouros

Mit seiner reichen Geschichte und den vielen Kulturschätzen ist Kulturtourismus von großer Bedeutung für das Land. Zu den herausragenden archäologischen Stätten zählen die Akropolis in Athen, die Ausgrabungen von Knossos auf Kreta, Epidauros, Delphi, Olympia und die Ausgrabungen in Vergina. Insgesamt gibt es in Griechenland 18 Stätten des UNESCO-Welterbes. Unter den vielen Museen ist besonders das Akropolismuseum bekannt, es wurde 2010 von Journalisten zum besten Museum der Welt gewählt.

### Städteurlaub
Es gibt neben Athen nur eine bedeutende Metropole, nämlich Thessaloniki. Beide Städte verfügen über zahlreiche Museen, Theater, Stätten der Musik, Hotels, Restaurants und Cafés.

### Religiöser Tourismus
Orthodoxe Gläubige unternehmen Pilgerreisen, um griechisch-orthodoxe Kirchen oder Klöster zu besuchen. Griechenland ist bekannt für die autonome Mönchsrepublik Athos nahe Thessaloniki, hat aber viele andere sehenswerte Klöster und Kirchen der griechisch-orthodoxen Kirche wie Osios Lukas. Außerdem pilgern Griechenlandreisende auf den Spuren des Apostels Paulus, der vor 2000 Jahren Missionsreisen in dieser Region unternahm.

## Geschichte
Mit dem Ausbruch der Napoleonischen Kriege ab dem Jahr 1800 waren die klassischen Reiserouten der Grand Tour von England nach Frankreich und Italien erschwert respektive unterbrochen. Erste Reisende wichen nach Griechenland aus. Johann Wolfgang von Goethe legte 1816 der antiken Iphigenie das später oft zitierte Wort „Das Land der Griechen mit der Seele suchend“ in den Mund. Friedrich Hölderlin dichtete „Mich verlangt ins ferne Land hinüber / Nach Alcäus und Anakreon“.
Heinrich Schliemann kam 1868 nach Ithaka auf der Suche nach dem Palast des Odysseus. Um die Jahrhundertwende wurden in Griechenland immer mehr Ausgrabungen durchgeführt. Bis heute ist Athen eine der Niederlassungen des Deutschen Archäologischen Institutes (DAI). Bis Zusammen mit der Durchführung der ersten modernen Olympischen Spiele 1896 führte dies zu einem starken Anstieg der Besucher. Der Palast Achilleion auf Korfu wurde von der österreichischen Kaiserin Elisabeth erbaut und für längere Aufenthalte genutzt; der spätere Besitzer, Deutschlands Kaiser Wilhelm II., nutzte ihn als Sommerresidenz.
1914 wurde ein erstes nationales Fremdenverkehrsamt gegründet.
Nach dem Zweiten Weltkrieg gehörte die Entwicklung des Tourismus in Griechenland zum Marshallplan. 1955 besuchten bereits 200.000 Touristen Griechenland. 1950 startete das staatliche Hotelbauprogramm Xenia mit dem Ziel, das Niveau der Hotellerie insbesondere in ländlichen Regionen zu steigern.
In den 1960er und insbesondere in den 1970er Jahren entwickelte sich Griechenland zur Destination für Badeurlaub und Massentourismus. Die Machtübernahme der Militärjunta im Jahr 1967 führte zu einem kurzen Rückgang des Aufschwungs. Die Hochzeit von Jackie Onassis und James-Bond-Filme generieren viel Aufmerksamkeit für die Tourismusdestination. 1990 wurde erstmals die Zahl von neun Millionen Touristen pro Jahr überschritten.

## Kritik
Das anhaltende Wachstum im Tourismus führt auch innerhalb des Landes zu Kritik. Allein auf den Kykladen wurden von 2011 bis 2022 über 6250 Bauprojekte genehmigt und über 2 Millionen Quadratmeter Land verbaut. Bauboom und Overtourism führen auf vielen Inseln zu Beeinträchtigungen, das Wasser wird knapp, das Land leidet immer mehr unter der Hitze und für viele Einheimische wird das Leben auf den Inseln unbezahlbar.